# Trompeterstein (Naundorf)

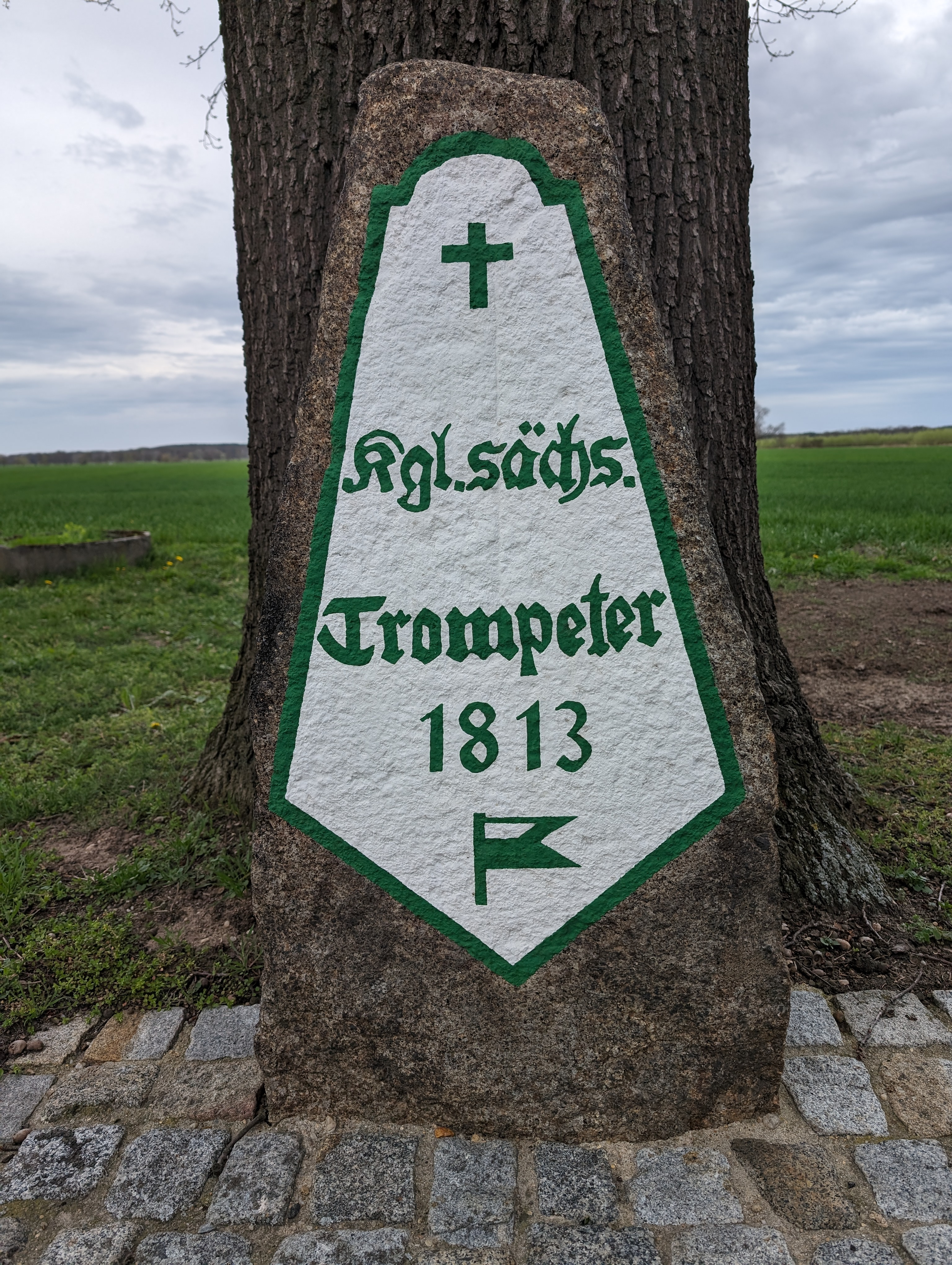
Der Trompterstein im Ort Naundorf (April 2024).

Der Trompeterstein, ein historisches Denkmal, kennzeichnet den Ort, an dem im Jahr 1813 zu Beginn der Befreiungskriege ein namentlich unbekannter Trompeter der sächsischen Armee zu Tode kam. Die sächsische Armee stand zu diesem Zeitpunkt auf der Seite Napoleons. Es wird berichtet, dass der unbenannte Trompeter durch einen Sturz vom Pferd sein Leben verlor.
Nach seinem Tod wurde der Leichnam des Trompeters in seine Heimat überführt. In Erinnerung an den Verstorbenen und zur Ehrung seiner Person ließ sein Vater einige Jahre später den Gedenkstein in Naundorf errichten.
Der Standort des Gedenksteins befindet sich am Rande der Naundorfer Landstraße im Ortsteil Naundorf der Stadt Forst (Lausitz) in Brandenburg vor einem Eichenbaum.

## Beschreibung
Der Trompeterstein besteht aus einem aufrecht stehenden Granitstein. Die Maße des Steins belaufen sich auf etwa 105 cm in der Höhe, 50 cm in der Breite und 20 cm in der Tiefe. Der größte Teil des Steins verjüngt sich nach oben hin.
Auf der Vorderseite des Gedenksteins befindet sich eine auffällige Inschrift. Diese Inschrift ist in grüner Farbe gehalten und auf einer weiß gefärbten Fläche angebracht, die einem Wappenschild ähnelt. Um diese weiße Fläche zieht sich ein grüner Rahmen. Zusätzlich zur Inschrift sind ein Kreuz oberhalb und eine Fahne unterhalb auf der weißen Fläche abgebildet.
Im Jahr 2005 wurde am Fuße des Gedenksteins ein kleines Areal mit Pflastersteinen gestaltet.
Eine umfassende Sanierung des Gedenksteins fand zuletzt im September 2023 statt. In diesem Zuge wurde auch eine kleine Informationstafel neben dem Stein aufgestellt, um Besuchern Hintergrundinformationen zu bieten.
Historisch war der Trompeterstein sowie der dahinterstehende Eichenbaum von einem Zaun umgeben.

### Inschrift
kgl.sächs.

Trompeter

## Überlieferungen
Es gibt verschiedene Überlieferungen zur Geschichte des Trompeters, der in Naundorf am Ort des Gedenksteins sein Leben verloren haben soll.
Eine dieser Überlieferungen berichtet, dass ein Trompeter der sächsischen Armee an dieser Stelle während der Befreiungskriege vom Pferd stürzte und sich dabei das Genick brach.
Nach einer anderen Überlieferung soll ein berittener sächsischer Trompeter durch das Blasen seiner Trompete den Beginn einer Schlacht im Rahmen der Befreiungskriege signalisiert haben. Infolge dieses Signals soll das Pferd erschrocken und in ein damals existierendes Sumpfgebiet in der Nähe gesprungen sein, wo sowohl der Trompeter als auch sein Pferd ums Leben kamen bzw. dort nur noch tot aufgefunden werden konnten.
Beide Überlieferungen illustrieren die tragische Geschichte eines sächsischen Trompeters während der Befreiungskriege, doch sie basieren auf mündlichen Traditionen und nicht unbedingt auf dokumentierten historischen Fakten. Sie sind ein Teil des kulturellen Gedächtnisses und der lokalen Überlieferungen, die zur Legendenbildung um den Trompeterstein beigetragen haben.

## Trivia
- Die früheste bekannte Aufzeichnung zu diesem Gedenkstein stammt aus dem Jahr 1921 vom Studienrat Alfred Beckstaedt aus Forst (Lausitz).
- Älteren Aufnahmen vom Gedenkstein ist zu entnehmen, dass die Inschrift eine andere Reihenfolge der Angaben aufwies. Nach dem Kreuz wurde zunächst das Jahr 1813 aufgeführt, gefolgt vom Text über weitere Zeilen: „kgl.sächs. Trompeter“.